# Vladimir Vasil'evič Monachov
Vladimir Vasil'evič Monachov (Владимир Васильевич Монахов; Dolghintsevo, 20 settembre 1922 – Mosca, 18 novembre 1983) è stato un regista sovietico.

## Filmografia parziale

### Regista
- Pro čudesa čelovečeskie (1967)
- Neždannyj gost' (1972)